# Dieter Nasdalla
Dieter Nasdalla (* 13. März 1940 in Köln) ist ein ehemaliger deutscher Fußballspieler.

## Karriere

### Verein
Nasdalla kam 19-jährig für den SC Viktoria Köln in der Oberliga West, der seinerzeit höchsten Spielklasse im deutschen Fußball, zum Einsatz. In seiner Premierensaison im Seniorenbereich bestritt er zwölf Punktspiele, wobei er am 27. September 1959 (6. Spieltag) beim torlosen Unentschieden im Auswärtsspiel gegen den Meidericher SV debütierte. In der Folgesaison, in der er in 18 Punktspielen eingesetzt wurde, erzielte er seine einzigen beiden Tore. Am 5. Februar 1961 (20. Spieltag) sorgte er mit dem 1:0 in der vierten Minute für den Sieg im Heimspiel gegen Rot-Weiss Essen. Sein zweites Tor erzielte er am 5. März 1961 (23. Spieltag) bei der 1:4-Niederlage im Heimspiel gegen den Meidericher SV mit dem Anschlusstreffer zum 1:2 in der 71. Minute. International spielte er für die Auswahl Kölner Fußballspieler einzig am 1. März 1961 im Olympiastadion Rom bei der 1:4-Niederlage des Viertelfinal-Entscheidungsspiels im Wettbewerb um den Messestädte-Pokal.
Mit Ablösung der Oberligen durch die Bundesliga, die am 24. August 1963 den Spielbetrieb aufnahm, kam er für seinen Verein nunmehr in der zweiklassigen Regionalliga West zum Einsatz.

### Nationalmannschaft
Als Spieler der DFB-Jugendauswahl nahm er im Jahr 1958 am UEFA-Juniorenturnier teil und bestritt einzig das am 9. April in Saarbrücken ausgetragene Gruppenspiel gegen die Auswahl Italiens, das 1:1 endete.

## Sonstiges
Sein jüngerer Bruder Günther spielte von 1964 bis 1966 gemeinsam mit ihm für den SC Viktoria Köln in der Regionalliga West.